# Acaua exotica
Acaua exotica är en skalbaggsart som beskrevs av Martins och Maria Helena M. Galileo 1995. Det är den enda art som ingår i släktet Acaua.